# Sergiu Maruster
Sergiu Maruster (rumänisch Sergiu Mărușter [m⁠əru⁠ʃter]; * 14. September 1992 in Rumänien) ist ein rumänischer Profitänzer in der Sparte Lateinamerikanische Tänze, Tanztrainer und Wertungsrichter.

## Leben
Maruster wurde 1992 in Rumänien geboren. Er begann im Alter von elf Jahren mit dem Tanzsport. 2013 zog er nach Deutschland, um hier zu trainieren. Seit 2017 tanzt er mit Anastasia Maruster (geb. Stan), die er im August 2024 heiratete. Das Paar startete zeitweise für den Schwarz-Weiß-Club Pforzheim und gehörte dem Bundeskader Latein B des Deutschen Tanzsportverbandes an. Seit 2022 tritt das Paar für die Republik Moldau an, seit 2023 bei den Professionals in der WDSF Professional Division.

## Let’s Dance
Maruster nahm 2025 mit Leyla Lahouar als prominente Tanzpartnerin drei Folgen lang an der RTL-Tanzshow Let’s Dance teil. Im Herbst 2024 war er bereits Teilnehmer der Let’s-Dance-Tour.
| Staffel (Jahr) | Partner       | Platzierung |
| -------------- | ------------- | ----------- |
| 18 (2025)      | Leyla Lahouar | 12.         |

## Erfolge (Auswahl)
- 2018: 2. Platz WDSF International Open, Vagos
- 2018: 3. Platz WDSF Rising Star, Stuttgart[4]
- 2018: 1. Platz WDSF Open, Frauenfeld
- 2018: 3. Platz WDSF International Open, Kiew
- 2018: 3. Platz WDSF International Open, Paris
- 2018: 2. Platz WDSF International Open, Jesi
- 2019: 2. Platz WDSF International Open, Vagos
- 2019: 2. Platz WDSF International Open, Košice
- 2019: 1. Platz WDSF International Open, Ústí nad Labem
- 2019: 1. Platz WDSF International Open, Dnipro
- 2020: 2. Platz WDSF International Open, Brno
- 2021: 3. Platz WDSF Open, Alicante
- 2021: 3. Platz WDSF Open, Bad Liebenzell
- 2022: 1. Platz WDSF International Open, Košice
- 2023: 3. Platz WDSF PD World Championship, Chișinău
- 2023: 3. Platz WDSF PD Super Grand Prix, Stuttgart[5]
- 2023: 3. Platz WDSF PD World Championship, Budapest
- 2024: 1. Platz WDSF PD World Cup, Wuxi
- 2024: 2. Platz WDSF PD Super Grand Prix, Stuttgart[6]
- 2024: 2. Platz WDSF PD European Championship, Leipzig
- 2024: 1. Platz WDSF PD World Championship Show Dance, Šamorín